# Zone volcanique Ouest

Carte des zones volcaniques de l'Islande avec la zone volcanique Ouest (WVZ, West Volcanic Zone) dans le sud-ouest.

La zone volcanique Ouest est une région volcanique d'Islande regroupant plusieurs systèmes volcaniques constitués de volcans centraux et de bouches éruptives associées, témoins de l'activité volcanique de rifting dans l'ouest du pays. Elle constitue une portion émergée de la dorsale médio-atlantique et se prolonge vers le sud-ouest par la ceinture volcanique de Reykjanes et vers l'est par la ceinture médio-islandaise, deux autres rifts. Une zone de faiblesse tectonique, la zone sismique du Sud de l'Islande, s'étend vers le sud-est.
Les systèmes volcaniques de la zone volcanique Ouest sont, du nord au sud :
- Hveravellir ;
- le Prestahnjúkur ;
- Geysir ;
- Grímsnes ;
- Hrómundartindur ;
- l'Hengill.